# زبان اشاره مالزیایی
زبان اشاره مالزیایی زبان اشاره‌ای است که توسط ناشنوایان و کم شنوایان در مالزی استفاده می‌شود.